# Ale, Kullings och Vättle domsaga
Ale, Kullings och Vättle domsaga var mellan 1849 och 1970 en domsaga i Älvsborgs län som omfattade Ale, Kullings och Vättle härader. Domsagan föregicks av Ås, Gäsene och Kullings häraders domsaga och Ale, Bjärke, Flundre, Väne och Vättle häraders domsaga. 
Domsagan lydde under Hovrätten för Västra Sverige från 1948, dessförinnan under Göta hovrätt. Kansliort var Alingsås.
Den 31 december 1970 upplöstes domsagan och verksamheten övergick till Alingsås tingsrätt.

## Tingslag
- Ale tingslag till 1934
- Kullings tingslag till 1928
- Vättle tingslag till 1928
- Vättle och Kullings tingslag från 1928 till 1934
- Vättle, Ale och Kullings tingslag från 1934

## Häradshövdingar
- 1849–1887 Per Ulrik Stenberg
- 1888–1900 Daniel Gottlieb Restadius
- 1900–1930 Magnus Johan Täcklind
- 1931–1953 Karl Helmuth Wöhler
- 1954–1969 Gösta Källblad
- 1970 Carl Vilhelm Elof Sohlberg